# Antonio Toldo
Antonio Toldo (Milano, 14 marzo 1923 – Varese, 1º settembre 2018) è stato un fumettista italiano.

## Biografia
Quando è ancora bambino, la famiglia ritorna a vivere a Belluno, di dove era originaria e, dopo aver concluso le scuole medie, segue un corso di scultura all'istituto d'arte di Venezia; la famiglia ritorna a vivere nuovamente a Milano dove segue un corso di disegnatore meccanico.
Esordì come disegnatore di fumetti nel 1947 come assistente di Walter Molino per alcune trasposizioni a fumetti di classici di Salgari; nel 1949 realizzò le illustrazioni per un romanzo edito dalle Edizioni Alcea e nello stesso anno, grazie a Molino, iniziò a collaborare con la Casa Editrice Universo pubblicando storie a fumetti sul settimanale Intrepido fino al 1953, quando si trasferì a Parigi dove lavora per l'editore Cino Del Duca illustrando storie pubblicate su periodici come Mirabelle e Valentine, oltre a realizzare le serie Tati, Cuore Crociato e Slim il ragazzo d'acciaio pubblicate in Italia dalle Edizioni Torelli alla fine degli anni cinquanta. Negli anni sessanta collabora con la Mondadori per la quale nel 1962 realizza storie di Nembo Kid, edizione italiana di Superman, pubblicate sugli Albi del falco; nel 1963 per la Universo realizza la serie western Rocky Rider, scritta da Antonio Mancuso e pubblicata su Il Monello; alla fine degli anni sessanta disegna una ventina di storie a fumetti per la collana Albi dell'Intrepido.
Negli anni settanta disegna la serie Piki, Puki e Piripì, scritta da Renata Pfeiffer e pubblicato su Tony, un albo promozionale della Total. Dopo molti anni di collaborazioni freelance, nel 1976 viene assunto dalla Universo dove realizza numerose serie come Uomini del mare, Iber e Qui commissario Norton, pubblicate sull'Intrepido e sul Monello; collabora anche con la Publistrip, casa editrice controllata dalla Ediperiodici specializzata nella produzione di fumetti per adulti. Si ritira dall'attività nel 1988.
Morì il 1º settembre 2018 a Varese.